# Umanità Nova

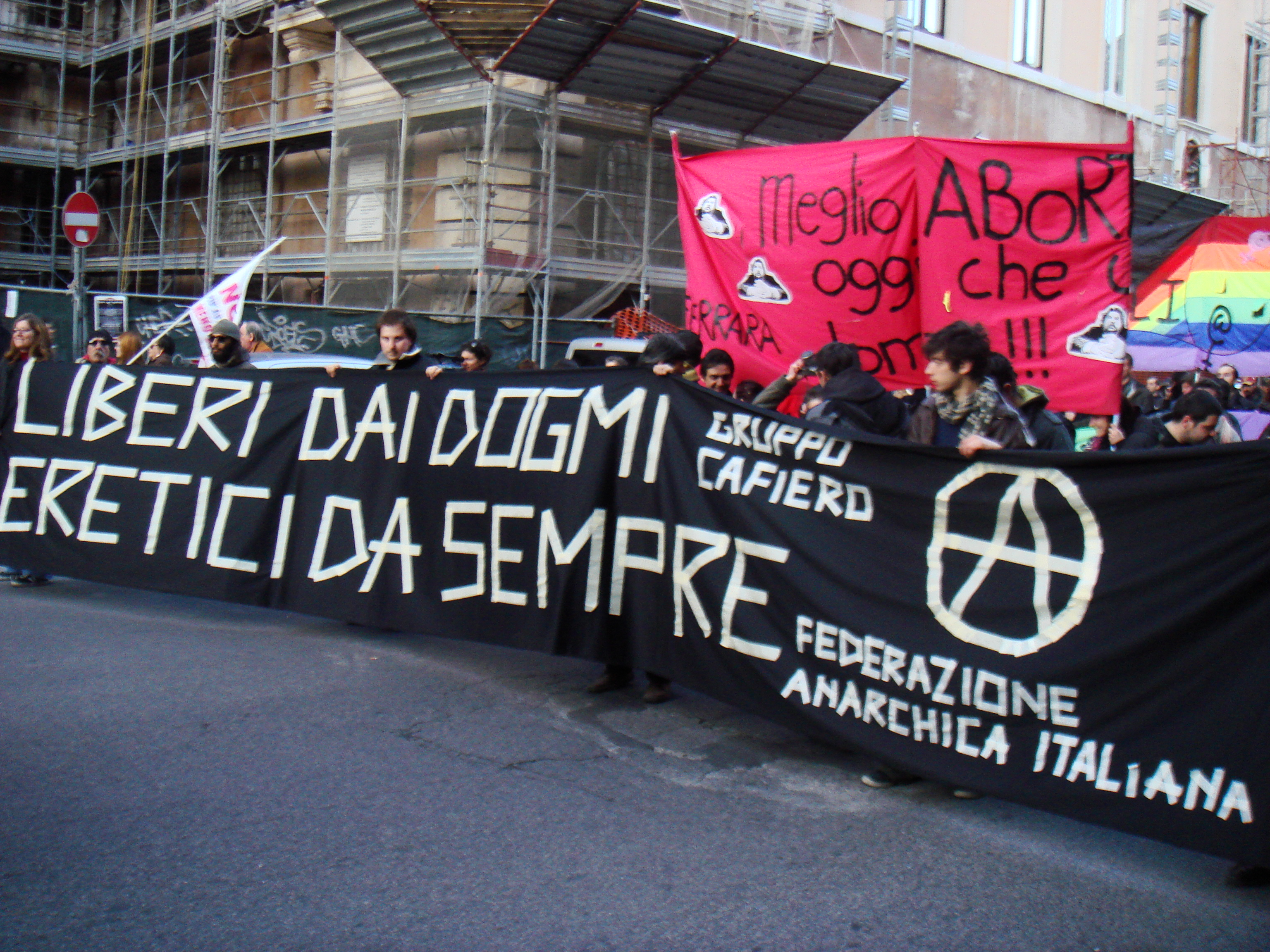
En 2008, la Fédération anarchiste italienne dans une manifestation à Rome.

Umanità Nova est un journal anarchiste fondé le 26 février 1920 à Milan par Errico Malatesta avec la contribution de Luigi Damiani. 

## Histoire
Dès le début, les autorités essaient d'empêcher la parution du journal en retardant la livraison du papier déjà payé. Les mineurs de Valdarno devront menacer de faire grève pour que la situation se débloque. 
Le tirage est de 60 000 exemplaires le premier mois, puis de 30 000 les mois suivant. 
Le fascisme entraine rapidement la suppression de toute opposition. Les journaux anarchistes subissent la même destinée que les journaux syndicaux et socialistes. Les 28 titres de journaux anarchistes en 1921 se réduisent à 3 en 1926.
De quotidien, le journal devient hebdomadaire à partir d'août 1922. Le titre cesse de paraitre la même année avec le numéro 196 du 2 décembre.
Umanità Nova réapparait de 1943 à 1945, avec 14 numéros tirés à 8 000 exemplaires, imprimés à Florence, Gênes et Rome. 
Le Congrès de Carrare de 1945, décide la publication à Rome de l'hebdomadaire Umanita nova comme outil de propagande et de débat. De 1945 à 1965 Armando Borghi  est directeur de la publication, en 1974, la rédaction devient collégiale. Le mouvement anarchiste se dote d'une imprimerie à Carrare pour Umanità Nova et de nombreuses publications anarchistes.   